# Pure Heroine
Pure Heroine (с англ. — «Чистая героиня») — дебютный студийный альбом новозеландской певицы Лорд, выпущенный 27 сентября 2013 года на лейблах Universal, Lava и Republic. Альбом был записан на Golden Age Studios в Окленде в 2012—2013 годах в сотрудничестве с автором и продюсером Джоэлом Литтлом. Активную помощь в записи оказал менеджер певицы Скотт Маклахлен. В музыкальной прессе Pure Heroine характеризовали как электронный, дрим-поп- и электропоп-альбом, отмечая при этом минималистичный продакшн и слияние в отдельных песнях разнообразных жанров.
Большинство критиков положительно отозвались о Pure Heroine, высоко оценив его песни, продюсирование и вокальные способности Лорд. Альбом похвалили за его свежий взгляд на поп-музыку и за долгоиграющее влияние на молодых исполнителей. Песни Pure Heroine посвящены юности и критике массовой культуры; в них поднимаются темы богатства, славы, потребительской культуры и социального статуса.
В первые недели продаж альбом занял первые строчки новозеландского и австралийского чартов, вторую позицию в чарте Канады, а в Соединённых Штатах дебютировал на третьем месте в Billboard 200 с 129 000 проданными копиями. В конце 2013 года лонгплей был включён в списки лучших релизов года, а также был номинирован на премию «Грэмми» в категории «Лучший вокальный поп-альбом». В различных странах Pure Heroine был сертифицирован как мультиплатиновый и золотой.

## Предыстория и запись
Начиная с 14 лет, Лорд работала с Universal в целях развить свой вокал и художественное видение. Контракт с лейблом подписали благодаря её менеджеру Скотту Маклахлену. Работа с рядом авторов обернулась для неё чередой неудачных попыток найти свой музыкальный стиль. В интервью для HitQuarters Маклахлен сказал: «В действительности, я думаю, она понимала, что собиралась сочинять собственную музыку, но при этом нуждалась в помощи с продюсированием».
Лорд начала сочинять песни в 13—14 лет. Тогда же к процессу подключился новозеландский автор и продюсер Джоэл Литтл, с которым девушка отлично сработалась. The Love Club EP, дебютный мини-альбом певицы, изданный в марте 2013 года, получил хвалебные отзывы от музыкальной прессы. Некоторые рецензенты сравнили пластинку с творчеством Скай Феррейра, Florence + The Machine, Ланы Дель Рей и Граймс. The Love Club EP дошёл до второй позиции в чартах Новой Зеландии и Австралии, а также достиг 23 строчки в Billboard 200.
Работая над Pure Heroine, Лорд стремилась к достижению его «целостности». Как и в случае с The Love Club EP, Pure Heroine записали на студии Литтла Golden Age в пригороде Окленда, Морнингсайде. С ранних этапов работы пара играла демо Маклахлену, после чего все вместе обсуждали результаты и внесение изменений в песни. По признанию певицы, отношения с Джеймсом Лоу (они встречались до начала 2016 года) воодушевили её на написание большей части альбома. Процесс записи вышел «весьма коротким». Хотя работа над пластинкой велась в небольшой студии без дорогого оборудования, запись заняла меньше года. В итоге на Pure Heroine попали десять песен, и около 7-8 треков остались на стадии демо. Формируя конечный список композиций, Лорд и Маклахлен решили остановиться на десяти и не заполнять альбом «филлерами».

## Музыка и тексты
Вокал Лорд был положительно отмечен критиками за широкий диапазон и мощную подачу. Из-за того, что Лорд не играет на каких-либо музыкальных инструментах, она чувствовала необходимость сделать акцент именно на вокале. Обозреватель The A.V. Club Кевин МакФарланд отозвался о голосе певицы как о «сущности её таланта», продолжая: «Лорд имеет харизму и вокальный опыт вдвое обогнавший её возраст. Голос исполнительницы не раскатистый или властный, а, скорее, загадочный и очаровывающий, в одиночку плывущий в море ревербераций и цифровых звуков, купающийся во множестве наложенных друг на друга дорожек». По мнению Энни Бэрретт, редактора Entertainment Weekly, голос Лорд «далеко за пределами её лет», а в журнале Billboard вокал певицы отметили за его «мрачность и сдержанность».
Вклад продюсера Джоэла Литтла стал основой звучания Pure Heroine, отсылающего к иллюзорным звуковым эффектам Massive Attack и The xx. Лорд подчеркнула, что в процессе записи у неё «на самом деле, в мыслях не было какого-то особенного звучания». Исполнительница вдохновлялась работами Джеймса Блейка и минималистической музыкой. Структуры композиций были созданы под влиянием хип-хоп-, поп- и электронной музыки, которую Лорд слушала с намерением развить «настоящий вкус» для написания лонгплея. Так, минималистский продакшн альбома был отмечен в отдельных рецензиях, а аранжировки, по мнению некоторых редакторов, были созданы под влиянием работ Робин и Сантиголд. Пресса описала Pure Heroine как электронный, дрим-поп- и электропоп-альбом.
Песни Pure Heroine посвящены юности и критике массовой культуры; в них исследуются темы богатства, славы, потребительской культуры и социального статуса. В альбоме также раскрываются такие классические для стиля тин-поп темы, как социофобия, романтика, «моральное притеснение подростков и встревоженность». По мнению обозревателей NME, тексты песен говорят о том что, что Лорд «скучала». Лирика исполнительницы подробно описывает «обыденность подростковой жизни» и отмечает «часто игнорируемый интеллект будущего поколения». Кроме этого, в текстах Лорд есть отсылки к анатомии и, в частности, к белым зубам, что, по мнению критиков — метафора на «голливудскую улыбку», говорящая о созданных обществом нереалистичных ожиданиях. Некоторые издания сочли её отсылкой к социальной структуре и экономическому неравенству. В аналитической статье журнала i-D рецензент Венди Сифрит указывает на то, что Pure Heroine повествует о мечтах подростка из пригорода и его реальной жизни, подчеркнув: «[Pure Heroine] — это, вероятно, самое открытое и убедительное заявление о вечном желании подростков заполучить всё; они отчаянно стремятся повзрослеть и начать жить, но в глубине души понимают, что, оставив этот этап жизни позади, они никогда не смогут вернуться к нему вновь». Сама исполнительница утверждала, что посвятила альбом месту, в котором прошло её детство — Девонпорту, пригороду Окленда, который она также называет «пузырьком», потому что «все люди [тут] друг с другом знакомы и сам Девонпорт кажется отрезанном от других районов города. Мне кажется, что, слушая мою музыку, вы можете понять откуда я».

## Композиции

### Часть первая (1—5)
В открывающем альбом треке «Tennis Court» Лорд рассуждает о своей новообретённой популярности и критикует «светскую жизнь». «Tennis Court» — это композиция в стиле даунтемпо, навеянная хип-хопом и EDM, и сочетающая в себе альтернативный и арт-поп, а также электропоп; в записи использовались синтезаторы и электронные тактусы. В первую очередь Лорд и Литтл написали музыку и биты, а текст был сочинён позднее. Обозреватель Forbes Ник Мисттит сравнил «Tennis Court» с песней «The District Sleeps Alone Tonight» группы The Postal Service. «400 Lux» (названа в честь уровня освещённости во время восхода и заката) была интерпретирована критиками как песня о первой любви; в тексте Лорд подробно описывает жизнь в пригороде. Джейсон Липшутз из издания Billboard описал «400 Lux» как поп-композицию о «роковой женщине в её наилучшем виде», сочетающую в звучании «басы размером с каньон и хлопающие ударные». Критик отметил, что в одной песне Лорд уместила как глубоко выразительные слова («Ты опираешься на руль»), так и полные силы заявления («Может быть, мы опустошены, но смелость при нас!»).
Текст «Royals» Лорд сочинила за полчаса и записала её в течение недели во время осенних каникул. Задумка написать песню о роскошной жизни поп-музыкантов пришла к исполнительнице, когда та увидела фотографию Теда Спигеля, опубликованную в июльском номере National Geographic 1976 года; на ней изображён бейсболист Джордж Бретт из клуба Канзас-Сити Роялс, подписывающий мячи, в майке с именем его команды (Royals). Позднее в интервью она говорила: «Мне просто понравилось это слово [Royals]. Оно крутое». Кроме того, на написание песни повлиял интерес певицы к аристократии: в том же интервью она упоминает, «что 500 лет назад короли и королевы были как рок-звёзды». Также певица вдохновлялась работами хип-хоп исполнителей, хотя и раскритиковала их «дерьмовые» упоминания «дорогих» машин и алкоголя.
Лорд упоминает свой страх взросления и вечеринку, устроенную в отсутствие родителей, как главные источники вдохновения для написания «Ribs» — электропоп композиции, навеянной дип-хаус-музыкой. Следующий трек, «Buzzcut Season», со «слабыми ударными» и «капельным ксилофоном», черпал вдохновение в тропической музыке. В тексте описывается «нелепость современной жизни», а также раскрывается тема поиска «спокойствия и убежища [от современной жизни]».

### Часть вторая (6—10)

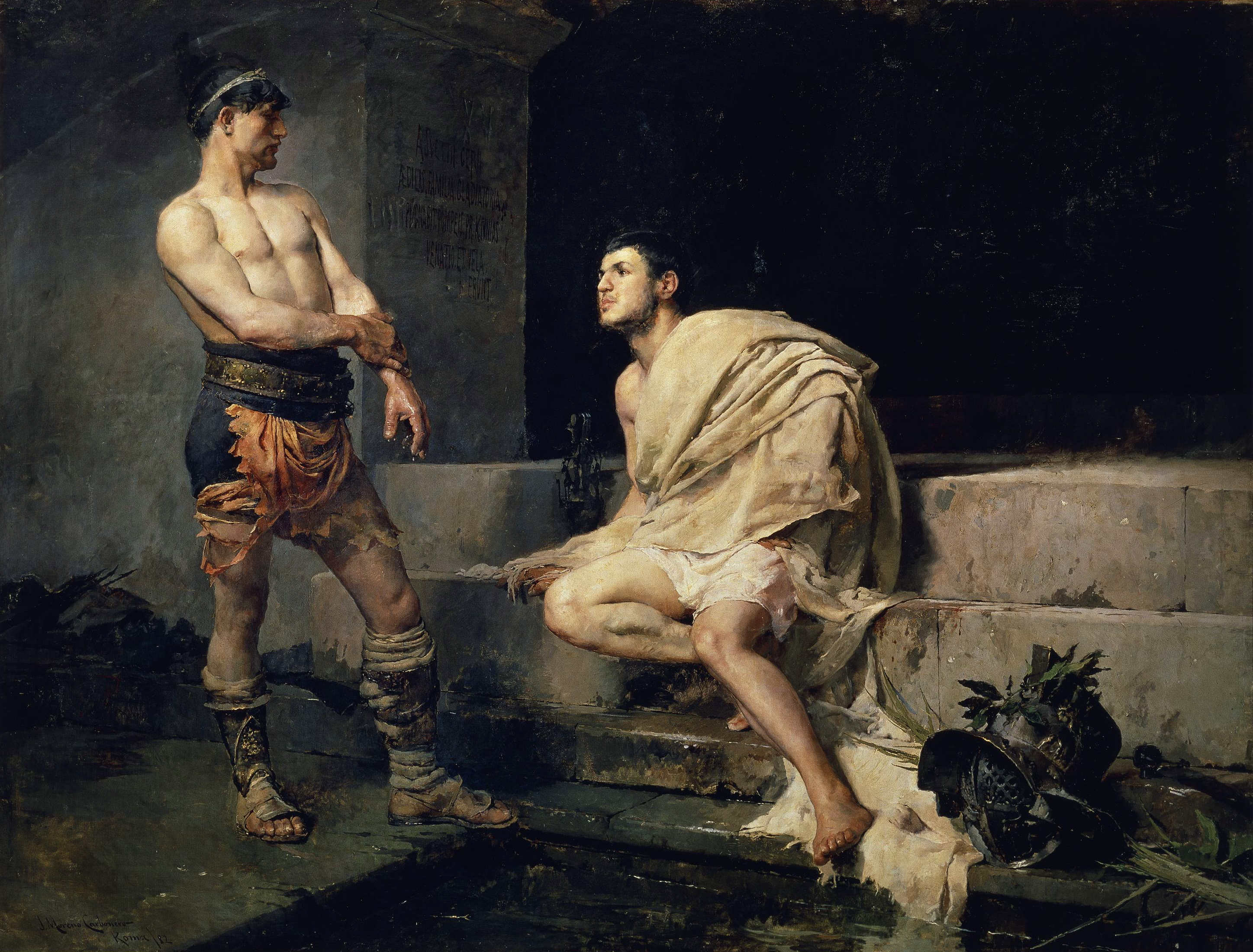
«Glory and Gore» — это чёрная сатира, в которой, по мнению издания Clash, культ знаменитостей приравнивается к гладиаторским боям

Шестой трек с лонгплея — «Team» — представляет собой гибрид альтернативного попа и электро-хопа; в записи использовались синтезаторы, басовые инструменты, малый барабан и бит, созданный на основе хлопков. Текст был написан во время путешествия Лорд по миру и посвящён её «друзьям и стране». По словам Робина Мюррей из Clash, в песне можно услышать «всё то удивление, которое можно было бы ожидать от подростка, только недавно познавшего мир». Кроме этого, по словам Лорд, в «Team» она представляет себя как «поп-звезду-реалистку», отсылая к строчке «Мы живём в городах, которых вы никогда не увидите по телевизору». В ней певица сравнивает противоположные по популярности Нью-Йорк и родной Окленд. Рецензент Time Лили Ротман предположила, что строчка «Мы точно знаем как всем заправлять» — некая реакция на «Мы управляем миром, а не он нами» из песни Майли Сайрус «We Can’t Stop».
«Glory and Gore» — это навеянная чиллвейвом и хип-хопом электропоп-баллада. Песня была описана критиками как «мрачная сатира», формирующая вместе с «Team» дистопичную сагу, вторая часть которой представляет темы на манер сериала «Чёрное зеркало», сравнивая культ знаменитостей с гладиаторскими боями, и цинично критикуя одержимость современного общества насилием. Так, Эван Савдей из PopMatters описал «Glory and Gore» как «тёмную» версию песни «Roar» Кэти Перри. «Still Sane» — недолгая баллада, в которой Лорд, по мнению Кевина МакФарланда из The A.V. Club, борется со своими амбициями и страхом того, как слава может повлиять на неё. Чёткий, доведённый до совершенства продакшн альбома был отмечен на примере «Still Sane», в которой «навязчивый» вокал Лорд отражается от уха к уху. Оптимистичное настроение «Still Sane» было отмечено удачным способом «разбавить» окончание альбома, а жизнерадостные аккорды сравнили с ранними работами группы Vampire Weekend. В «White Teeth Teens» Лорд осваивает ду-воп музыку, и увядающий вокал певицы медленно и проницательно завершает трек. Текст указывает на разительное различие между внешним видом и внутренним миром «белозубых подростков». Обозреватель журнала PopMatters Скотт Интерранте уделил особое внимание метафорическому упоминанию белых зубов в тексте песни, высказав мнение, что «стильные и популярные подростки используют свои белые зубы как отличительную особенность».
Закрывающую Pure Heroine песню «A World Alone», на пару с «400 Lux», критики назвали «бриллиантом дарк-диско». Песня начинается с «одиноких гитарных нот», постепенно переходя в «бурный танцевальный бит». Последняя строчка, «Пускай себе болтают…», по мнению некоторых рецензентов, была построена на основе вопросно-ответной структуры и пересекается с «Тебе не кажется, что людская болтовня скучна?» из «Tennis Court».

## Продвижение
Дату выхода Pure Heroine вместе с обложкой и списком композиций Лорд опубликовала в своём аккаунте в Twitter 12 августа 2013 года. Выпуску альбома предшествовала промокампания, в ходе которой «утекшие» (англ. leaked) тексты песен размещались в общественном транспорте, на остановках и витринах магазинов, а также рассылались факсом различным информационным агентствам. 23 сентября 2013 года «Buzzcut Season» была выпущена как первый промосингл с лонгплея в нескольких iTunes Store в Азии. В дальнейшем «Ribs» была предложена для бесплатного скачивания в качестве сингла недели в iTunes Store. Расширенная версия Pure Heroine была издана 13 декабря 2013 года и содержала «No Better», ранее выпущенную как бесплатный промосингл, и пять песен с The Love Club EP: «Bravado», «Million Dollar Bills», «The Love Club», «Biting Down» и «Swingin Party».
В целях продвижения альбома Лорд провела несколько выступлений во всём мире. Певица дебютировала на американском телевидении в программе «Поздним вечером с Джимми Фэллоном», исполнив «Royals» и «White Teeth Teens». Также исполнительница заменила Фрэнка Оушена, отменившего выступление по причине болезни, на фестивале Splendour in the Grass в 2013 году. В сентябре того же года Лорд появилась в новозеландской программе «Допрос третьей степени» и выступила на телепередаче «Позже… с Джулс Холланд». Два месяца спустя певица исполнила несколько песен с Pure Heroine и The Love Club EP в программе «Живьём с Леттерманом» и на концерте в клубе «Warsaw», Бруклин. Продвигая альбом, Лорд выступила с «Royals» на «Шоу Эллен Дедженерес» 9 октября 2013 года. В конце года певица исполнила «Team» на 27-й церемонии вручения ARIA Music Awards и выступлением с «Royals» открыла 48-ю церемонию New Zealand Music Awards. В январе 2014 года Лорд исполнила урезанную версию «Royals» на 56-й церемонии «Грэмми»; выступление получило высокую оценку от Мака Миллера и Крисси Тейген.

### Турне

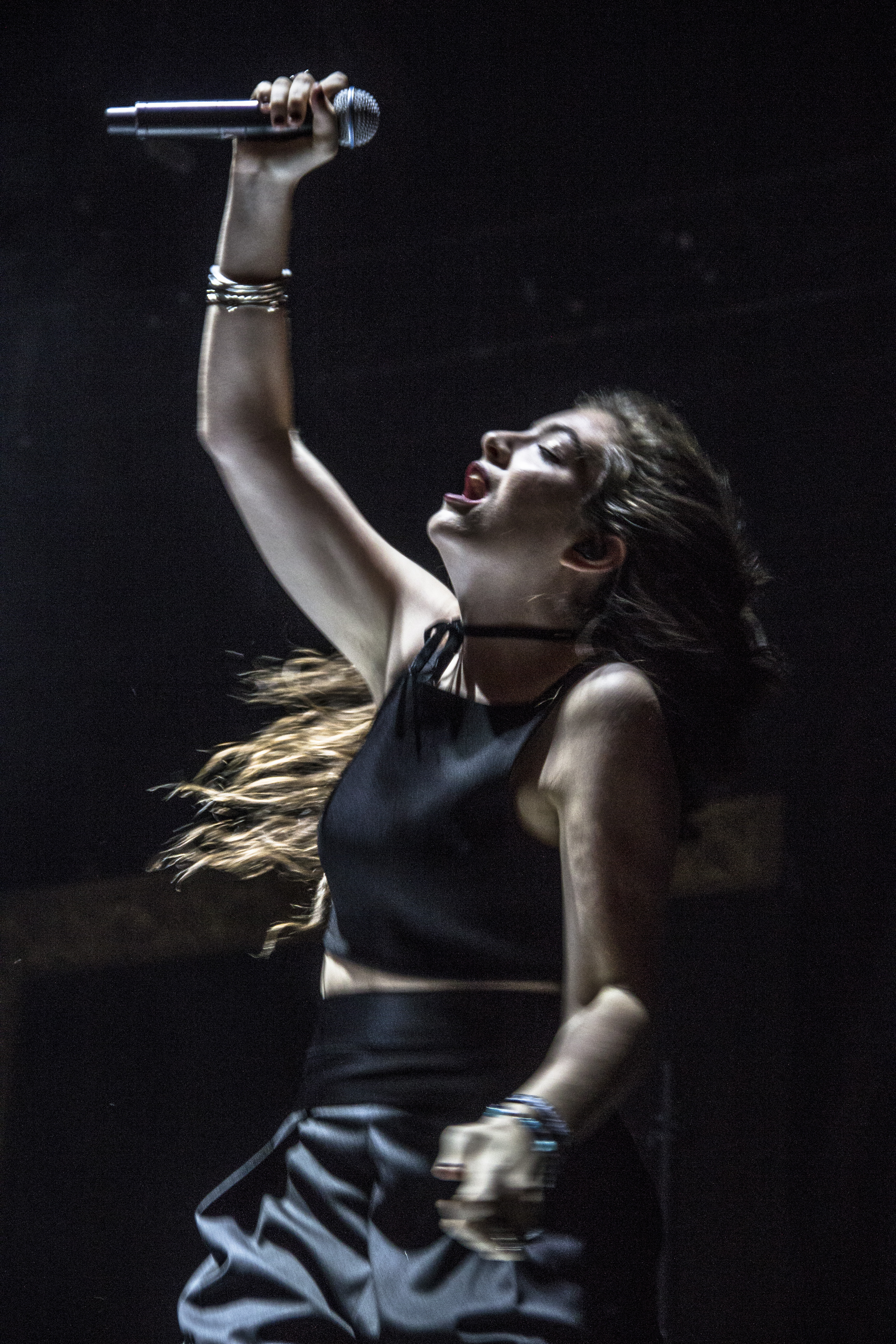
Лорд во время выступления на музыкальном фестивале «Boston Calling»

Концертный тур в поддержку альбома стартовал 28 июля 2013 года в австралийском городе Байрон-Бей. Для Лорд это было первое турне с концертами в Северной Америке в августе и последующими двумя в Европе. Исполнительница вернулась в Северную Америку выступить на восьми дополнительных шоу, прежде чем отправиться на гастроли из шести концертов в Австралии. В 2014 году Лорд выступила ещё на 40 дополнительных шоу в Северной Америке, а также отыграла 19 концертов в Азии, 6 в Европе и 3 в Южной Америке. Девять запланированных дат в Океании были впоследствии отменены: одна по причине организаторов и оставшиеся восемь из-за диагностированной у Лорд лёгочной инфекции.
Сет-лист концертов состоял из песен с Pure Heroine и The Love Club EP. В течение нескольких шоу Лорд меняла одежду, чтобы передать атмосферу каждого трека. Большинство композиций певица пела в темноте; зачастую её лицо было скрыто от толп слушателей. На одном из концертов Лорд исполнила неизданную песню «Good Fights». Турне получило положительные отзывы критиков, отдельно отметивших чистоту вокала Лорд и её харизму на сцене, а также отсутствие декораций как таковых.

### Синглы
«Royals» была выпущена в цифровом формате как первый сингл с альбома 3 июня 2013 года. Песня получила высокие оценки критиков, отдельно похваливших минималистский продакшн трека и его текст. «Royals» достиг коммерческого успеха в чартах Новой Зеландии, Канады, Ирландии, Великобритании и Соединённых Штатов, а Лорд, в свою очередь, стала самой молодой исполнительницей, возглавившей американский Billboard Hot 100, со времен Тиффани с кавером «I Think We’re Alone Now» (1987), и первой уроженкой Новой Зеландии, чей сингл дошёл до первой строчки чарта. В 2014 году «Royals» была номинирована на «Грэмми» в трех категориях, включая «Лучшую запись года», но победила только в двух: «Лучшая песня года» и «Лучшее сольное поп-исполнение».
«Tennis Court» была издана в качестве второго сингла с лонгплея. Песня была тепло принята критиками, многие из которых похвалили её продакшн и музыкальный стиль. Для продвижения сингла был выпущен мини-альбом Tennis Court EP — 7 июня 2013 года в цифровом формате и 22 июня на физических носителях. «Tennis Court» дебютировал с верхней строчки в чарте Новой Зеландии, а также показал хорошие результаты в международных чартах, в числе которых были Канада, Великобритания и Соединённые Штаты.
Позднее было объявлено, что «Team» станет третьим синглом Pure Heroine. Премьера песни состоялась на австралийской радиостанции Triple J 12 сентября 2013 года, а 13 сентября «Team» был выпущен в цифровом формате. В Соединённых Штатах трек стал доступен в тот же день как часть предзаказа на Pure Heroine в iTunes Store. Композиция получила признание критиков, похваливших легко запоминающуюся мелодию и «клубную» атмосферу. Как и предыдущие синглы, «Team» оказался коммерчески успешным — трек вошёл в топ-10 чартов таких стран, как Новая Зеландия, Канада, Мексика и Соединённые Штаты.
В начале марта 2014 года «Glory and Gore», четвёртый и последний сингл альбома, был отправлен на американские модерн-рок радиостанции, а 11 марта состоялся его релиз. Песня получила смешанные отзывы от критиков: некоторые хвалили её броский хук, но вместе с тем критиковали за натянутые текст и продакшн. «Glory and Gore», по сравнению с предыдущими синглами альбома, не была успешна в коммерческом плане. Так, она дошла до 17 позиции в чарте Новой Зеландии, а в Австралии и Соединённых Штатах — до 100 и 68 соответственно.

## Реакция критиков
| Совокупная оценка    | Совокупная оценка |
| Источник             | Оценка            |
| -------------------- | ----------------- |
| AnyDecentMusic?      | 7.6/10            |
| Metacritic           | 79/100            |
| Оценки критиков      |                   |
| Источник             | Оценка            |
| AllMusic             | [ 25 ]            |
| The A.V. Club        | B+                |
| Entertainment Weekly | A−                |
| The Guardian         | [ 117 ]           |
| The Independent      | [ 118 ]           |
| NME                  | 6/10              |
| Pitchfork            | 7.3/10            |
| Rolling Stone        | [ 12 ]            |
| Spin                 | 6/10              |
| Роберт Кристгау      | [ 121 ]           |

Pure Heroine был тепло встречен критиками, которые высоко оценили песни альбома, продюсирование и вокальные способности Лорд. На сайте-агрегаторе Metacritic лонгплей имеет рейтинг 79 баллов из 100 на основе 28 обзоров, что соответствует «в целом положительным отзывам». Критик Billboard Джейсон Липшутз назвал альбом «честным и увлекающим». Так, говоря о дебютирующих артистах на момент выпуска Pure Heroine, рецензент заявил, что среди них Лорд обладает «наиболее сильно поражающим голосом и текстами, будящими мысли». Липшутз добавил: «началась эпоха Лорд». Обозреватель газеты The Dominion Post Том Карди также положительно оценил альбом, подчеркнув, что, вопреки отсутствию «новаторства» и каких-либо «сюрпризов», Pure Heroine — «чистое золото» наравне с предшествующим ему The Love Club EP, и в целом представляет собой сильный дебют.
По мнению Лидии Дженкин из The New Zealand Herald, альбом имеет «гениальные тексты» и «бесконечно интересные мелодии». Вторя The Dominion Post, Дженкин подчеркнула, что Pure Heroine не предлагает каких-либо сюрпризов, но тем не менее «Лорд стала новой поп-героиней». В смешанной рецензии издания Spin, Мора Джонстон отметила, что певица использовала «возраст как своего рода неуклюжую уловку»; «музыка умеренно агрессивна», но Лорд была окутана в «(вероятно, фальшивой) подростково-поп-звёздной скукой». Стивен Томас Эрлевайн с сайта AllMusic предположил, что Лорд «может быть просто проектом», намекая на её «нечестность» в песнях; критик назвал музыку альбома «неоригинальной» и сравнил её с творчеством Ланы Дель Рей, однако похвалил стиль Лорд и её «потенциал» .
В свою очередь, Адам Оффитзер из журнала Pretty Much Amazing подчеркнул, что хотя альбом «нельзя назвать шедевром», он «уникален и достаточно сильно затягивает, чтобы оставаться на слуху». Критик издания Pitchfork Линдсей Золадз писала, что Лорд «достигает хитрого баланса в разоблачении иронии и даже лицемерия, не выглядя при этом поучительно или нравоучительно», подразумевая, что музыка спускает с небес на землю напыщенные личности. Эван Соудей из PopMatters описал альбом как «роскошный, увлекательный опыт. Внезапный международный успех Лорд на переполненном музыкальном рынке пришёлся очень даже кстати». Роберт Кристгау, поставив Pure Heroine довольно высокую оценку, иронизировал: «Её амбиции оправданы, но причина, почему она пишет песни не одна, заключается в том, что шестнадцатилетняя девушка просто не может строчить хиты без остановки».

### Признание
К концу 2013 года Pure Heroine фигурировал в нескольких списках «Лучших альбомов года». Такие музыкальные издания, как The New York Times, FasterLouder и San Jose Mercury News назвали лонгплей лучшим в году, а Rolling Stone — лучшим дебютом года. По результатам ежегодного музыкального опроса «Pazz & Jop» газеты The Village Voice, Pure Heroine — 25-й лучший альбом 2013 года (317 баллов), в то время, как «Royals» заняла вторую позицию в категории «Синглов», уступив лишь группе Daft Punk с песней «Get Lucky». Metacritic назвал Pure Heroine пятой «самой популярной записью 2013 года» (34 балла).
Idolator, Slant, Billboard, Rolling Stone, The A.V. Club и Clash внесли Pure Heroine в свои топ-10 альбомов года. Среди прочих изданий, рассматривавших альбом в числе лучших, фигурируют The Guardian, musicOMH, Time Out, Digital Spy, American Songwriter, Pigeons & Planes, Paste, Consequence of Sound, The Line of Best Fit, No Ripcord, Sputnikmusic и PopMatters. Billboard поместил пластинку на 16 место в списке «20 лучших альбомов 2010-х годов (на данный момент)», но в то же время в издание Vice лонгплей назвали худшим в 2013 году. На 56-й церемонии вручения «Грэмми» Pure Heroine был представлен в категории «Лучший вокальный поп-альбом», но проиграл Бруно Марсу с диском Unorthodox Jukebox. Примечательно, что в 2018 году Лорд (Melodrama) вновь проиграла Марсу (24K Magic), но уже в крупнейшей альбомной категории премии — «Лучший альбом года». В 2013 году, победив в номинации «Лучшая песня года», семнадцатилетняя Лорд стала третьим самым молодым лауреатом в истории «Грэмми», после четырнадцатилетних Лиэнн Раймс и Луиса Мигеля. В 2014 году Pure Heroine получил награду Taite Music Prize, вручаемую за лучший альбом Новой Зеландии организацией Independent Music New Zealand. В январе 2025 года альбом включён в список лучших альбомов первой четверти XXI века (номер 119 в списке The 250 Greatest Albums of the 21st Century So Far).

## Коммерческий успех
Альбом дебютировал на верхней строчке новозеландского чарта Official New Zealand Chart и в первую неделю был сертифицирован как платиновый; последующие две недели Pure Heroine удерживал первое место. В конце декабря 2014 года лонгплей получил пятую платину за 75 000 проданных копий. В австралийском ARIA Charts Pure Heroine также дебютировал с верхней позиции. По итогам 2013 года, альбом занял девятое место в списке десяти самых продаваемых альбомов в Австралии: всего было продано 100 000 копий на территории страны. После выхода следующего альбома Лорд, Melodrama, продажи Pure Heroine на территории Австралии поднялись и в конце года лонгплей был отмечен третьей платиной за 210 000 проданных экземпляров; свою четвёртую платину от ARIA за 280 000 проданных копий диск получил в августе 2019 года. В Canadian Albums Chart альбом дошёл до второй строчки. Впоследствии, пластинка получила дважды платиновую сертификацию от Music Canada за 160 000 проданных копий. В британском UK Albums Chart Pure Heroine дебютировал на четвёртой строчке с общими продажами в 18 294 копий. Позднее он был отмечен платиновой сертификацией от British Phonographic Industry за 300 000 проданных экземпляров.
Pure Heroine дебютировал на третьей строчке американского чарта Billboard 200 с 129 000 проданными копиями. На второй неделе альбом опустился на шестую позицию; продажи составили 63 000 экземпляров, упав на 51 %. Согласно данным Nielsen SoundScan, к 3 декабря 2013 года продажи альбома на территории страны составляли 413 000 экземпляров. 19 декабря Pure Heroine был отмечен золотой сертификацией от RIAA за 541 000 проданных копий. В период рождественских праздников продажи поднялись на 14 % и составили 78 000 проданных экземпляров, что способствовало подъему пластинки с одиннадцатой на седьмую позицию в Billboard 200. В июле 2014 года журнал Billboard опубликовал список самых продаваемых альбомов первой половины года в Соединённых Штатах, где Pure Heroine занял четвёртое место (641 000 проданных копий). Всего за 2014 год на территории страны было продано 841 000 экземпляров лонгплея, а также 6,8 миллионов синглов, что сделало его шестым самым продаваемым альбомом в США в году. Впоследствии Pure Heroine был отмечен платиновой сертификацией от RIAA в феврале 2014 года, и позднее дважды платиновой в декабре того же года. 22 марта 2016 года продажи альбома на территории США преодолели порог в три миллиона копий, и он получил третью платиновую сертификацию RIAA.
После выступления Лорд на 56-й церемонии вручения «Грэмми» продажи Pure Heroine выросли на 86 % и составили 68 000 копий, что поспособствовало подъему альбома с пятой на третью строчку Billboard 200. В течение недели пластинка потеряла пять позиций, расположившись на восьмой, однако на следующей неделе продажи возросли на 9 % и составили 39 000 проданных экземпляров, а Pure Heroine поднялся на седьмую строчку чарта. Впоследствии Лорд стала первой певицей со времен Адель и её альбомом 19, чей дебютный диск был продан в размере миллиона копий. Согласно IFPI, мировые продажи Pure Heroine в 2013 году составили 1,4 миллионов копий, в 2014 — 2 миллиона, а в 2017 — 5 миллионов.

## Наследие и влияние
«Молодая девушка появляется из ниоткуда, успешно справляется со всеми этими Докторами Люками, Майли и Рири, при этом сохраняя сдержанность и честность. Это история, которую мы не видели со времен… Адель, когда далеко в 2011 году она выпустила свой альбом, выделивший [её] особенный образ виртуозности и юности (вездесущий 21)».

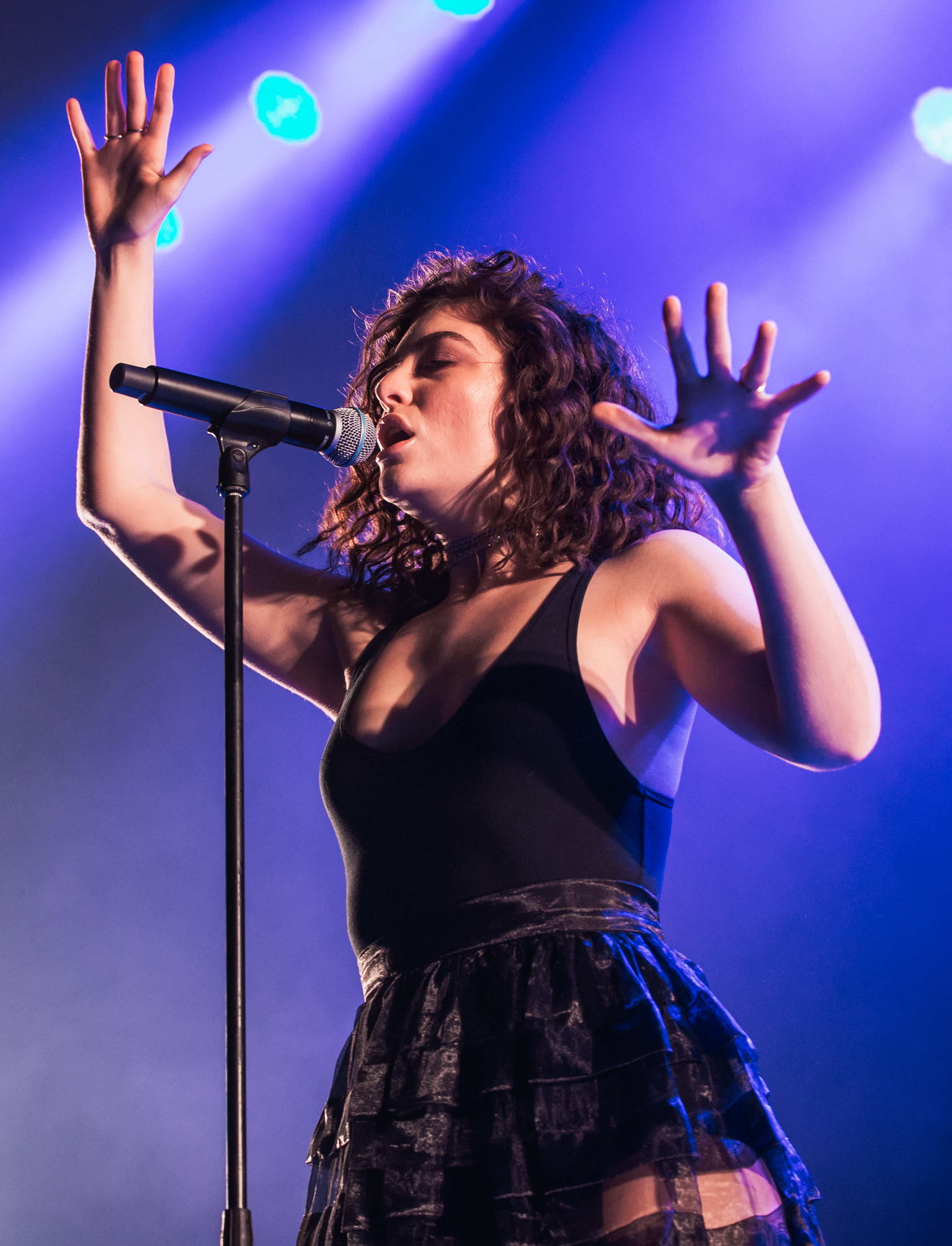
В 2017 году Лорд выпустила Melodrama; продюсер Джоэл Литтл принял в записи второго альбома певицы крайне малое участие

Лорд «изменила правила игры» и начала «эру минималистичной попсы». Певицу хвалили за свежий взгляд на поп-музыку и за вызов, брошенный современной музыке и её представителям, включая Майли Сайрус и Рианну. Так, согласно изданию Clash: «<…> огромный успех Pure Heroine предполагает, что ещё не всё потеряно. [Популярность альбома] говорит о том, что в поп-музыке всё ещё есть ниша для интеллектуальных, изысканных и значимых произведений, которые не зависят от публичных заявлений, раздвинутых ног, твиттера, тверка и до неприличия отчаянных электро-хуков. Мы непременно узнаем, возьмёт ли верх над Лорд растущее давление становления звездой. Но на данным момент, она, определённо, наша «первая дама» (англ. Queen bee)». Британский музыкант Дэвид Боуи назвал Лорд «будущим музыки», а Дэйв Грол из Nirvana рассмотрел в ней революционерку.
Издание Forbes включило Лорд в список «30 под 30», состоящий из молодых людей, «меняющих наш мир». Она стала самой молодой персоной в категории «Музыка»: «Наикрупнейшая звезда Новой Зеландии стремительно обзавелась всеобщим признанием, благодаря дебютному альбому Pure Heroine и песне «Royals», неожиданно ставшей хитом. Она уже получила 2,5 миллиона долларов со сделки с американским лейблом и больше только на подходе». Вместе с тем, Лорд также заняла верхнюю позицию списка самых влиятельных подростков по версии издания Time; по мнению редакции журнала, она «выковывала свой собственный путь». Редакторы Forbes отозвались о Pure Heroine как о «взрывном успехе», добавив: «Бо́льшая революция не за горами». Издание Billboard, обращаясь к читателям, назвало Лорд «твоей новой альт-рок-героиней», когда исполнительница появилась на обложке сентябрьского номера 2013 года, где портрет певицы сопровождался подзаголовком «Новая королева альтернативы» (англ. The New Queen Of Alternative).
Несколько изданий отметили Pure Heroine за введение им нового звучания в мейнстримную музыку. По мнению Линдсей Золадз из The Ringer, влияние песни «Royals» «сложно оценить, так как она полностью переписала правила, по котором юные исполнительницы пишут радио-поп песни». Продолжая, что долгоиграющий эффект альбома уже проявляется в работах других молодых исполнителей, в числе которых Алессия Кара, Daya и Холзи, Кэри Баттэн из издания The New Yorker, вторя Золадз, заявила: «Трудно сказать, способствовала ли музыка Лорд важным изменениям или только предвидела их, но поп-сцена — в частности, для женщин — потерпела серьёзные изменения с момента выхода Pure Heroine. В ней [поп-сцене] практически неузнаваемы приторно сладкие, откровенно сексуальные реалии начала нулевых». Баттэн также выразила мнение, что другие поп-исполнители, включая Сайрус, Леди Гагу, Кэти Перри и Тейлор Свифт, изменили свой образ или звучание песен, чтобы приспособиться к изменениям в мейнстримовой музыке после выхода Pure Heroine. Питер Робинсон из The Guardian выразил мнение, что манера исполнения Лорд одной из первых определила такое явление в популярной музыке, как «тихий поп» (англ. whisperpop), характеризующееся «минималистичным, трудным для понимания исполнением». Критик подчеркнул, что успех Ланы Дель Рей и Лорд повлёк за собой «массовое подписание артистов с крупными лейблами», искавшими «похожих на них девушек». Элль Хант с сайта The Spinoff иронизировала: «С распространением этой почти разговорной манеры пения [Лорд] легко забыть, что десять лет назад или около того подобное не приписывалось попсе». Pure Heroine оказала значительное влияние на новое поколение авторов-исполнителей. Так, Конан Грей записал мини-альбом Sunset Season (2018) и дебют Kid Krow (2020). Он признался, что именно Pure Heroine «пробудил [его] одержимость поп-музыкой». В интервью NME семнадцатилетняя Оливия Родриго, дебютировавшая с нашумевшим синглом «Drivers License» в январе 2021 года, рассказала о влиянии раннего творчества Лорд на её музыку: «Я помню, как впервые услышала Pure Heroine — я нашла в нём частицу себя и своего личного опыта».
Pure Heroine значительно повлиял на развитие карьеры Джоэла Литтла. По мнению The Guardian, международный успех пластинки «привлек [к продюсеру] внимание». В 2017 году Милли Петриелла, глава управления по отношениям с членами Австрализийской правовой ассоциации (APRA), заметила, что «влияние Литтла продолжает наблюдаться в работах местных музыкантов». С тех пор, как альбом покорил американские чарты, продюсер успел поработать со многими крупными артистами, включая Сэма Смита, Элли Голдинг, Туве Лу, Fitz and The Tantrums, Broods и другими. Над сегодняшний день, Литтл внёс вклад в создание Evolve (2017) Imagine Dragons, American Teen (2017) Халида, Love + Fear (2019) Marina и Lover (2019) Тейлор Свифт. Время от времени Лорд продолжает сотрудничать с Литтлом (например, на Melodrama), но уже в меньшей степени, так как старается «не стоять на одном месте».

## Список композиций
Все песни написаны Эллой Йелич-О’Коннор и Джоэлом Литтлом (также продюсер), за исключением указанных.
| №                   | Название                                                          | Длительность |
| ------------------- | ----------------------------------------------------------------- | ------------ |
| 1.                  | «Tennis Court»                                                    | 3:18         |
| 2.                  | «400 Lux»                                                         | 3:54         |
| 3.                  | «Royals»                                                          | 3:10         |
| 4.                  | «Ribs»                                                            | 4:18         |
| 5.                  | «Buzzcut Season» (дополнительное продюсирование — Йелич-О’Коннор) | 4:06         |
| 6.                  | «Team» (дополнительное продюсирование — Йелич-О’Коннор)           | 3:13         |
| 7.                  | «Glory and Gore»                                                  | 3:30         |
| 8.                  | «Still Sane»                                                      | 3:08         |
| 9.                  | «White Teeth Teens»                                               | 3:36         |
| 10.                 | «A World Alone» (дополнительное продюсирование — Йелич-О’Коннор)  | 4:54         |
| Общая длительность: | Общая длительность:                                               | 37:08        |

| №                   | Название                                                         | Длительность |
| ------------------- | ---------------------------------------------------------------- | ------------ |
| 11.                 | «Bravado»                                                        | 3:41         |
| 12.                 | «Swingin Party» (кавер The Replacements; автор — Пол Уэстерберг) | 3:42         |
| 13.                 | «Bravado» (Ремикс Fffrrannno)                                    | 3:43         |
| Общая длительность: | Общая длительность:                                              | 48:14        |

| №                   | Название                                                         | Длительность |
| ------------------- | ---------------------------------------------------------------- | ------------ |
| 11.                 | «No Better»                                                      | 2:50         |
| 12.                 | «Bravado»                                                        | 3:41         |
| 13.                 | «Million Dollar Bills»                                           | 2:18         |
| 14.                 | «The Love Club»                                                  | 3:21         |
| 15.                 | «Biting Down»                                                    | 3:33         |
| 16.                 | «Swingin Party» (кавер The Replacements; автор — Пол Уэстерберг) | 3:42         |
| Общая длительность: | Общая длительность:                                              | 56:44        |

## Участники записи
Данные взяты из буклета Pure Heroine.
- Элла Йелич-О’Коннор — вокал, дополнительное продюсирование (треки 5, 6, 10)
- Джоэл Литтл — продюсер, микширование, звукоинженер, инструментовки
- Стюарт Хокс — мастеринг
- Чарльз Хоуэлс — фотографии
- Марио Хьюго — дизайн обложки, иллюстрации
- Аня Новак — ассистент по дизайну

## Чарты и сертификация
| Чарт (2013–14)           | Высшая позиция |
| ------------------------ | -------------- |
| Австралия                | 1              |
| Австрия                  | 14             |
| Бельгия (Валлония)       | 16             |
| Бельгия (Фландрия)       | 17             |
| Великобритания           | 4              |
| Германия                 | 13             |
| Греция                   | 13             |
| Дания                    | 12             |
| Ирландия                 | 4              |
| Испания                  | 58             |
| Италия                   | 26             |
| Канада                   | 2              |
| Мексика                  | 32             |
| Нидерланды               | 14             |
| Новая Зеландия           | 1              |
| Норвегия                 | 2              |
| Португалия               | 13             |
| США                      | 3              |
| США (Alternative Albums) | 1              |
| США (Rock Albums)        | 1              |
| США (Vinyl Albums)       | 4              |
| Финляндия                | 17             |
| Франция                  | 20             |
| Чехия                    | 29             |
| Швейцария                | 8              |
| Швеция                   | 6              |
| Шотландия                | 6              |
| ЮАР                      | 19             |
| Южная Корея              | 11             |
| Япония                   | 34             |

| Чарт (2013)              | Высшая позиция |
| ------------------------ | -------------- |
| Австралия                | 9              |
| Бельгия (Фландрия)       | 196            |
| Великобритания           | 120            |
| Канада                   | 28             |
| Новая Зеландия           | 2              |
| США                      | 64             |
| США (Alternative Albums) | 10             |
| США (Rock Albums)        | 14             |

| Чарт (2014)              | Высшая позиция |
| ------------------------ | -------------- |
| Австралия                | 15             |
| Великобритания           | 48             |
| Германия                 | 91             |
| Канада                   | 6              |
| Мексика                  | 79             |
| Нидерланды               | 79             |
| Новая Зеландия           | 6              |
| США                      | 6              |
| США (Alternative Albums) | 1              |
| США (Rock Albums)        | 1              |
| Швейцария                | 56             |

| Чарт (2015)       | Высшая позиция |
| ----------------- | -------------- |
| США               | 130            |
| США (Rock Albums) | 48             |

| Чарт (2016)    | Высшая позиция |
| -------------- | -------------- |
| Новая Зеландия | 14             |

| Чарт (2017)       | Высшая позиция |
| ----------------- | -------------- |
| США (Rock Albums) | 97             |

| Чарт (2010—2019)    | Позиция |
| ------------------- | ------- |
| Австралия           | 32      |
| США (Billboard 200) | 40      |
| США (Rock Albums)   | 7       |

| Чарт           | Высшая позиция |
| -------------- | -------------- |
| Новая Зеландия | 40             |
| США            | 189            |
| США (Women)    | 51             |

| Австралия                                                                                              | 4× Платиновый | 280 000^   |
| Австрия                                                                                                | Платиновый    | 15 000*    |
| Бразилия                                                                                               | Платиновый    | 90 000*    |
| Канада                                                                                                 | 2× Платиновый | 160 000^   |
| Колумбия                                                                                               | Платиновый    | 10 000*    |
| Дания                                                                                                  | Золотой       | 10 000^    |
| Франция                                                                                                | Золотой       | 50 000*    |
| Германия                                                                                               | Золотой       | 100 000^   |
| Мексика                                                                                                | Золотой       | 30 000^    |
| Новая Зеланди                                                                                          | 5× Платиновый | 75 000^    |
| Норвегия                                                                                               | Платиновый    | 30 000*    |
| Польша                                                                                                 | Золотой       | 10 000*    |
| Южная Корея                                                                                            | —             | 1 198      |
| Швеция                                                                                                 | Золотой       | 20 000^    |
| Великобритания                                                                                         | Платиновый    | 300 000^   |
| США | 3× Платиновый | 3 000 000* |
| Суммарные продажи                                                                                      |               |            |
| Шаблон:Registration required Мир                                                                       | —             | 5 000 000  |
| * данные о продажах основаны только на сертификации ^ данные о партиях основаны только на сертификации |               |            |

## История релиза
| Страна         | Дата             | Формат записи                      | Версия      | Лейбл          |
| -------------- | ---------------- | ---------------------------------- | ----------- | -------------- |
| Австралия      | 27 сентября 2013 | Компакт-диск, цифровая дистрибуция | Стандартная | Universal      |
| Новая Зеландия | 27 сентября 2013 | Компакт-диск, цифровая дистрибуция | Стандартная | Universal      |
| Южная Корея    | 30 сентября 2013 | Цифровая дистрибуция               | Стандартная | Universal      |
| США            | 30 сентября 2013 | Компакт-диск, цифровая дистрибуция | Стандартная | Lava, Republic |
| Германия       | 25 октября 2013  | Компакт-диск, цифровая дистрибуция | Стандартная | Universal      |
| Ирландия       | 25 октября 2013  | Компакт-диск, цифровая дистрибуция | Стандартная | Virgin EMI     |
| Южная Корея    | 28 октября 2013  | Компакт-диск                       | Стандартная | Universal      |
| Великобритания | 28 октября 2013  | Компакт-диск, цифровая дистрибуция | Стандартная | Virgin EMI     |
| Германия       | 1 ноября 2013    | Грампластинка                      | Стандартная | Universal      |
| Великобритания | 11 ноября 2013   | Грампластинка                      | Стандартная | Virgin EMI     |
| Австралия      | 15 ноября 2013   | Грампластинка                      | Стандартная | Universal      |
| Новая Зеландия | 15 ноября 2013   | Грампластинка                      | Стандартная | Universal      |
| США            | 19 ноября 2013   | Грампластинка                      | Стандартная | Lava, Republic |
| Тайвань        | 19 ноября 2013   | Компакт-диск, цифровая дистрибуция | Стандартная | Universal      |
| Канада         | 13 декабря 2013  | Цифровая дистрибуция               | Расширенная | Universal      |
| США            | 13 декабря 2013  | Цифровая дистрибуция               | Расширенная | Universal      |
| Австралия      | 16 декабря 2013  | Цифровая дистрибуция               | Расширенная | Universal      |
| Бельгия        | 16 декабря 2013  | Цифровая дистрибуция               | Расширенная | Universal      |
| Финляндия      | 16 декабря 2013  | Цифровая дистрибуция               | Расширенная | Universal      |
| Германия       | 16 декабря 2013  | Цифровая дистрибуция               | Расширенная | Universal      |
| Испания        | 16 декабря 2013  | Цифровая дистрибуция               | Расширенная | Universal      |
| Швейцария      | 16 декабря 2013  | Цифровая дистрибуция               | Расширенная | Universal      |
| Япония         | 19 февраля 2014  | Компакт-диск, цифровая дистрибуция | Стандартная | Universal      |